# Orion Futebol Clube
O Orion Futebol Clube foi um clube brasileiro de futebol, da cidade de Fortaleza, capital do estado de Ceará. Suas cores eram o preto e o branco.

## História
O Orion foi fundado em outubro de 1929 por jogadores dissidentes do Fortaleza Esporte Clube, liderados pelos irmãos Machado (Moacir, Jandir, Juraci e Caranã). No ano seguinte, conquistou com facilidade o Torneio Início e também o Campeonato Cearense. Neste último, ainda teve o artilheiro da competição: o atacante Zezé, com 11 gols marcados. O título foi obtido no dia 1 de junho de 1930, na vitória do Orion por 2 a 1 sobre o Ceará Sporting Club, com gols de Juracy e Pirão para o Orion, descontando Farnun para o Ceará.
O Orion foi novamente campeão do Torneio Início em 1931 e o vice estadual.Entretanto, parte dos jogadores que fundaram o clube foram reincorporados pelo Fortaleza, ocasionando, no ano seguinte, o encerramento das atividades do clube.

## Títulos

### Estaduais
- Campeonato Cearense: 1930.
- Torneio Início do Ceará: 2 vezes (1930 e 1931).

### Vices
- Campeonato Cearense: 1931.